# Kaddish-szimfónia
A Kaddish-szimfónia Leonard Bernstein III. szimfóniája. Bernstein eredetileg John F. Kennedy halálának emlékére írta a művet. Az alkotói folyamat előzménye volt azonban, hogy már 1955-ben tervezte harmadik szimfóniája megírását (éspedig a Bostoni Szimfonikusok fennállásának 75. évfordulójára). Azonban végül csak 1961-ben fogott hozzá.
A bemutató 1963-ban Tel-Avivban volt.
A zeneszerző nem volt megelégedve a művel, és egészen 1977-ig dolgozott rajta. Az először Kennedy emlékére előadott mű szövegét többször is átdolgozta, ám a holokauszttúlélő Samuel Pisartól kért szövegváltozat kidolgozására már csak Bernstein halála után, Bernstein egyik lányának, Jamie Bernsteinnek közreműködésével került sor. Az átdolgozott szövegű előadásokon mindig maga a jogász, diplomata és író Samuel Pisar a narrátor, és a holokausztban megélteket beszéli el. Librettója az életnek és a békének szentelt óda.
A nagyzenekarra, vegyeskarra, fiúkórusra, szoprán szólistára és narrátorra írott, háromtételes mű (I. Invocation – Kaddish 1, II. Din-Torah – Kaddish 2, III : Scherzo – Kaddish 3 – Finale. Fugue-Tutti) egyértelműen a holokausztról szól. Bernstein a  tizenkét hangú kompozíciós technikát a jazz elemeivel, és tonális elemekkel is ötvözte.

## Hanglemez
Warner Classic
Standard CD; 17 Dec 2010; Barcode: 0825646771790
Közreműködők: Yehudi Menuhin, Michelle Norman-Webb, Soazig Grégoire, Masao Takeda, Patrick Ivorra, Orchestre Philharmonique de Radio France, Choeur de Radio France
„A narrátor hangjából sütő higgadt és enervált fájdalom a komponista zenéjével ötvözve váratlanul tökéletes hatást kelt. A narrátor ugyanis Yehudi Menuhin”

## Fordítás
- Ez a szócikk részben vagy egészben  a   Symphony No. 3 (Bernstein) című angol Wikipédia-szócikk ezen változatának fordításán alapul.  Az eredeti cikk szerkesztőit annak laptörténete sorolja fel. Ez a jelzés csupán a megfogalmazás eredetét és a szerzői jogokat jelzi, nem szolgál a cikkben szereplő információk forrásmegjelöléseként.